# Diocesi di Crisopoli di Arabia
La diocesi di Crisopoli di Arabia (in latino: Dioecesis Chrysopolitana in Arabia) è una sede soppressa e sede titolare della Chiesa cattolica.

## Storia
Crisopoli di Arabia, nell'odierna Giordania, è un'antica sede episcopale della provincia romana d'Arabia nella diocesi civile d'Oriente. Faceva parte del patriarcato di Antiochia ed era suffraganea dell'arcidiocesi di Bosra, come attestato da una Notitia episcopatuum del VI secolo.
Le Quien attribuisce a questa sede il vescovo Giovanni, che prese parte al concilio di Calcedonia nel 451. Secondo Janin invece, questo vescovo apparterrebbe "senza alcun dubbio" alla sede di Dioshieron, nella provincia di Asia, che in epoca bizantina era chiamata Chrysopolis.
Dal XVI secolo Crisopoli di Arabia è annoverata tra le sedi vescovili titolari della Chiesa cattolica; la sede è vacante dal 7 febbraio 1935.

## Cronotassi dei vescovi greci
- Giovanni † (menzionato nel 451)

## Cronotassi dei vescovi titolari
I vescovi di Crisopoli di Arabia appaiono confusi con i vescovi di Crisopoli di Macedonia, perché nelle fonti citate le cronotassi delle due sedi non sono distinte.
- Thomas Salkeld † (menzionato nel 1349/1358)
- Thomas † (menzionato l'8 settembre 1401)
- Andrea, O.F.M. † (menzionato il 1º marzo 1411)
- Rupert † (? deceduto)
- Marco, O.F.M. † (20 settembre 1414 - ?)
- Martino Sotomayor, O.Carm. † (23 settembre 1440 - 18 settembre 1471 nominato vescovo di Andria)
- Giovanni Isembardi, O.P. † (11 maggio 1450 - ?)
- Martino Soletta, O.P. † (circa 1454 - ?)
- Guglielmo il bambino, O.Cist. † (1461 - ?)
- Pietro Tassaro, O.P. † (13 aprile 1524 - ?)
- Andrew Whytmay, O.S.A. † (15 settembre 1525 - ?)
- Galcerando Ceffarach, O.Carm. † (11 febbraio 1534 - ?)
- Rafaél Limas † (27 giugno 1537 - ?)
- Francesco Panigarola, O.F.M. † (4 luglio 1586 - 28 settembre 1587 nominato vescovo di Asti)
- Melchiorre Pelletta † (9 marzo 1588 - 1597 deceduto)
- Francesco Baer † (2 agosto 1599 - ?)
- Jean Bernard d'Angeloch † (20 maggio 1613 - ?)
- Matheus de Castro Mahale, C.O. † (14 novembre 1637 - 1669 deceduto)
- Thomas Henrici † (4 maggio 1648 - 19 febbraio 1660 deceduto)
- Johann Kaspar Schnorf † (4 luglio 1661 - 10 giugno 1704 deceduto)
- Johann Bernhard Mayer † (26 gennaio 1705 - 7 settembre 1747 deceduto)
- Franz Xaver Anton Marxer † (6 maggio 1748 - 25 maggio 1775 deceduto)
- Ignaz Franz Stanislaus von Spaur † (18 dicembre 1775 - 31 dicembre 1778 succeduto vescovo di Bressanone)
- Cesare Muni-Forno † (23 settembre 1782 - ? deceduto)
- Gaetano Giunta † (19 aprile 1822 - 6 ottobre 1829 nominato arcivescovo titolare di Amida)
- Andrzej Benedykt Kłągiewicz † (15 marzo 1830 - 14 dicembre 1840 nominato vescovo di Vilnius)
- Pedro de Santa Mariana e Souza, O.C.D. † (1º marzo 1841 - 6 maggio 1864 deceduto)
- Claude-Marie Dépommier, M.E.P. † (17 febbraio 1865 - 8 dicembre 1873 deceduto)
- Edward John Horan † (16 giugno 1874 - 15 febbraio 1875 deceduto)
- Jean-Yves-Marie Coadou, M.E.P. † (27 luglio 1880 - 25 novembre 1886 nominato vescovo di Mysore)
- Pierre-Jean-Marie Gendreau, M.E.P. † (26 aprile 1887 - 7 febbraio 1935 deceduto)